# Эй, Арнольд!
«Эй, Арно́льд!» (англ. Hey Arnold!) — мультсериал американского детского телеканала Nickelodeon. Показывался в США с 7 октября 1996 по 8 июня 2004 года.
Мультсериал был создан Крейгом Бартлеттом и включает пять сезонов.
Его действие в большинстве эпизодов происходит в вымышленном городе Хиллвуд (англ. Hillwood) в США. В основе сюжета — четвероклассник Арнольд, его друзья и семья, которые постоянно переживают приключения и попадают в различные передряги. Мультсериал, хотя и называется «Эй, Арнольд!», отличается очень большим количеством действующих лиц, многим из которых посвящены отдельные эпизоды.

## Сюжет
Главный герой сериала — Арнольд — девятилетний ученик 4-го класса, живущий со своими дедушкой Филом и бабушкой Гертрудой по прозвищу Пуки в пансионе «Сансет-Армз» (англ. Sunset Arms), владельцами которого они являются. Его родители Стелла (врач) и Майлз (этнограф) пропали без вести, когда Арнольду исполнился год, потому что они принимали участие в операции по спасению таинственного племени Зеленоглазых в далёкой стране — судя по всему, в Мексике.
Сюжет сериала составляют школьные приключения Арнольда и его друзей, а также истории, происходящие с жильцами пансиона, которым владеет его семья. Особое место занимает история тайной любви Хельги к Арнольду, в которой она никак не может ему признаться, а также борьба с возникающими у её отца бизнес-идеями, так или иначе угрожающими тихому и мирному существованию города. Крейг Бартлетт, выросший в Сиэтле, в основу многих эпизодов брал действительно существующие места и случаи, происходившие с ним.
По словам Бартлетта, «Герои „Эй, Арнольд!“ прививают важные ценности юным телезрителям и показывают, что иногда даже детство бывает непростым. Персонажи говорят нам, что, будучи детьми, мы не всегда можем влиять на происходящее в мире и вокруг нас и нам приходится смириться с этой разочаровывающей правдой, но мы всё же должны делать всё возможное даже в самой сложной ситуации. Даже если мы едва можем что-то изменить к лучшему, мы всё равно должны предпринимать попытку за попыткой: проснуться завтра и попробовать сделать то, что не получилось, снова. Именно такую идею я заложил в мультсериал».
Несмотря на то, что «Эй, Арнольд!» — это мультсериал для детей, создатели в его эпизодах затрагивают вопросы, актуальные не только для учеников средней школы, но и для людей любого возраста, общественного положения и мировоззрения. Все персонажи по-своему индивидуальны, благодаря чему в каждом эпизоде зритель сталкивается с разными характерами, самыми разными личностными и бытовыми проблемами и всевозможными вариантами выхода из сложных ситуаций. Реализм сериала обусловлен тем, что прототипами почти всех его персонажей являются люди, которых Крэйг Бартлетт лично встречал и знал в жизни.

## Место действия
Действие сериала происходит в вымышленном американском городе Хиллвуд (англ. Hillwood). В одном из интервью Крейг Бартлетт сказал, что образ города из мультсериала основан на образах крупных северных городов: Сиэтл (его родной город), Портленд, штат Орегон (где он окончил художественную школу), Нью-Йорк и его район Бруклин. Во многих эпизодах сериала показан мост, похожий на Бруклинский. В других эпизодах показывают дом Арнольда с небоскрёбами Нью-Йорка на горизонте, включая Эмпайр-стейт-билдинг, Центральный парк и Всемирный торговый центр, которые находятся в Хиллвуде и напоминают окрестности Бруклина и Куинса. В соответствии с перечнем государственных начальных школ в Нью-Йорке, PS 118 — это школа в Сент-Албан[en], в районе Куинс. Кроме того, в эпизоде «Велосипед Юджина» Арнольд и Юджин идут на стадион Куигли[en], который находится на Восточном побережье, штат Коннектикут. Вместе с тем стадион, показанный в этой серии, не имеет никакого сходства с настоящим стадионом Куигли.

## Список эпизодов
Мультсериал «Эй, Арнольд!» состоит из пяти сезонов, которые включают в себя, в общей сложности, 100 серий. Большинство серий состоят из двух отдельных историй продолжительностью 11,5 минут, не связанных сюжетно друг с другом. Некоторые эпизоды занимают серию целиком, а эпизод «The Journal» — две серии. Общее число — 186 эпизодов.

## Создание
Создателем мультфильма является Крейг Бартлетт. Впервые Арнольд появился в 1988 году в коротких пластилиновых мультфильмах, представленных Бартлеттом на Международном анимационном турнире; один из фильмов позднее был показан в детской программе «Улица Сезам». В 1991—1993 годах Бартлетт работал над комиксом «Арнольд», который печатался в журнале «Simpsons Illustrated» (Мэтт Грейнинг, автор «Симпсонов» — шурин Бартлетта). Узнаваемый сегодня образ Арнольда, однако, появился лишь в середине 1990-х, когда на идею обратил внимание канал Nickelodeon. Арнольд начал изображаться в свитере, из-под которого свободно выпущена клетчатая рубашка, напоминающая в таком виде килт. Из того, что было у Арнольда в пластилиновом мультфильме, нетронутой осталась только его любимая кепка, с которой он никогда не расстаётся. 10 июля 1996 года вышла пилотная серия мультсериала, которая была переделана в эпизод «24 Hours to Live» («24 часа до смерти»), вышедший 9 декабря 1996 года.
Создателем джазового саундтрека стал Джим Лэнг, познакомившийся с Крейгом Бартлеттом до создания им сериала.

## Персонажи

### Главные герои
Арнольд Филлип Шортмэн (англ. Arnold Phillip Shortman) — «главный» и «старейший» (так как впервые появился в 1988 году) персонаж сериала. Носит свитер поверх клетчатой рубашки навыпуск (напоминающей в таком виде килт) и кепку на несколько размеров меньше его головы. Арнольд — мечтатель и идеалист, всегда старающийся видеть хорошее в людях и совершать правильные поступки. Его голова имеет продолговатую форму, что делает её похожей на мяч для американского футбола (за что Хельга прозвала его football head, «футбольная башка», в русских переводах — обычно «репоголовый»).
Арнольд живёт вместе со своими дедушкой Филом и бабушкой Гертрудой в пансионе «Сансет-Армс» (англ. Sunset Arms), которым они владеют. Его комната со стеклянным потолком наполнена высокотехнологичными устройствами, управляемыми с пульта дистанционного управления. Арнольд всегда готов прийти на помощь любому человеку и часто даёт людям дельные советы, действительно помогая выбраться из беды.
Арнольд влюбчив. В первом сезоне сериала главным объектом его симпатий была шестиклассница Рут Макдугал, во 2-м Арнольд влюбляется в учительницу мисс Фелтер. Начиная с третьего сезона (эпизода «Арнольд и Лайла»), он влюблён в одноклассницу Лайлу Сойер. 
Его фамилия остается неизвестной, что является поводом для многочисленных «гэгов» (когда его фамилия почти произносится, но этому всегда что-нибудь мешает). Настоящая фамилия Арнольда должна была быть раскрыта в «фильме про джунгли», однако в конце 2002 года создатель Крейг Бартлетт заявил, что фамилию Арнольда уже неоднократно произносили в сериале. В «Фильме про джунгли» Арнольд записывает свою фамилию — Шортмэн («Коротышка») — в паспорт. Слушает радио MJZZ, играет на губной гармошке.

### Семья Арнольда
«Sunset Arms» — небольшая гостиница (пансион, или, скорее, гостевой дом), которую содержит дедушка Арнольда. Перед входом висят таблички, что в Sunset Arms не разрешается селиться с детьми, но разрешено держать домашних животных (англ. No kids/Pets OK). Тем не менее, на протяжении сериала в нём несколько раз селились дети, в основном — одноклассники Арнольда. Четверо жильцов живут в Sunset Arms на протяжении всего мультсериала (они поселились там до рождения Арнольда):
- Дедушка «Железный» Фил (англ. Grandpa "Steely" Phil) — Дед Арнольда, владеет пансионом «Sunset Arms». Фил — ветеран Второй Мировой войны, ему установлен небольшой памятник в Вашингтоне. В свои 81 год отличается неплохим здоровьем, за исключением проблем с пищеварением, и не обращался к врачу уже более 25 лет. У него есть сестра-близнец Митци. Фил профессионально играет в китайские шашки, за что его прозвали «Железный Фил». В пансионе у него есть собственная секретная ванная-люкс, о которой никто из жильцов не знал до серии «Четырёхглазый Джек». Очень любит Арнольда, в трудных ситуациях даёт ему советы (пусть и не всегда полезные). Часто рассказывает истории, в основе которых обычно реальные случаи, произошедшие с ним, слегка приукрашенные выдумкой.
- Бабушка Гертруда «Гёрти» «Пуки» (англ. Grandma Gertrude "Gertie" "Pookie") — старушка со странным поведением, которую все считают сумасшедшей. Обычно ходит в зелёном платье и белом переднике, но часто одевается в костюмы пирата, Снегурочки и т. д. В своих фантазиях превращает любое дело в захватывающую историю, даже если нужно просто поймать муху. Она не называет Арнольда настоящим именем — чаще всего именем очередного выдуманного ею же персонажа (в серии о родительском дне можно услышать, как она назвала его настоящее имя). Нередко спасает Арнольда и его друзей, когда они попадают в беду, появляясь в самый неожиданный момент. В детстве она училась с Филом в одном классе и всегда его всячески доставала (как Хельга Арнольда). Имеет множество талантов: играет на фортепиано, владеет восточными боевыми искусствами и др. Она не очень хорошо готовит, так как любит экспериментировать с готовкой.
- Эрни Поттс (англ. Ernie Potts) — темпераментный, низкого роста (настолько низкого, что даже может поместиться в чемодане), дружит с Арнольдом и любит его как собственного сына. Занимается сносом зданий и гордится тем, что снёс более пятисот домов. Держит у себя в комнате коллекцию кирпичей от снесённых зданий, и запас взрывчатки под кроватью — достаточный, чтобы разрушить дом. Всегда носит с собой молоток.
- Оскар Кокошка (англ. Oskar Kokoshka) — лицо неопределённого славянского происхождения (в одной из серий он назван «чехословаком»). Является тёзкой австрийского художника, поэта и драматурга чешского происхождения. Носит пиджак, который не сходится на его животе, зато подстёгнут золотой цепочкой. Оскар — пройдоха, тунеядец и аферист, живущий за счёт жены. Ему 38 лет. Он очень любит азартные игры, из-за чего в его комнате нередко можно видеть разных сомнительных лиц. Любит также играть на саксофоне, что у него выходит очень скверно. В пансионе Сансет-Армс его часто осуждают, особенно дедушка Арнольда. В третьем сезоне он, наконец, всё же берётся за ум и устраивается работать продавцом газет — это была единственная должность, на которую его согласились взять[7].
- Сьюзи Кокошка (англ. Suzie Kokoshka) — жена Оскара Кокошки, безумно измотанная необходимостью содержать его, но продолжающая его любить.
- Мистер Хьюн (англ. Mr. Hyunh) — иммигрант из Вьетнама. Работает поваром в мексиканском ресторане. Хорошо поёт и сочиняет песни в стиле кантри. В рождественском спецвыпуске выясняется, что 20 лет назад во Вьетнаме он был разлучён с дочерью[8].
- Кузен Арни (англ. Arnie) — двоюродный брат Арнольда с материнской стороны. Внешне немного похож на Арнольда, но очень скучный, немного заторможенный и необщительный. Носит штаны на подтяжках и кепочку-вертолётик. Всё время шмыгает носом. Любит жевать безвкусную жевательную резинку, собирать катышки с одежды и читать этикетки с продуктов.
- Абнер (англ. Abner) — домашний поросёнок Арнольда с повадками собаки. Преподнесён родителям Арнольда племенем Зеленоглазых в качестве свадебного подарка. Хорошо умеет искать грибы, очень любит грязные носки.

В течение первого сезона в Sunset Arms проживали:
- Мистер Перди (англ. Mr. Purdy), державший дома курицу. Появлялся только в серии «Джеральд приходит в гости» (его не показывали в кадре, слышан был только их разговор с Арнольдом и кудахтанье курицы).
- Мистер Смит (англ. Mr. Smith), который никогда не показывал своего лица. Он жил в двухэтажном номере с отдельным душем. Для связи с ним использовались различные технические приспособления, при этом каждое обращение к нему требовало ввода пароля.

### Ученики школы № 118

#### Одноклассники Арнольда
- Джеральд Йоханссен (англ. Gerald Martin Johanssen) — афроамериканец, чьи предки переехали из Ганы, один из лучших друзей Арнольда. В основном именно с ним Арнольд появляется в ситуационных историях чаще всего. Носит высокую причёску (как у Мардж Симпсон) и красную футболку с номером «33». Очень предприимчив, готов прийти на помощь. Знает множество легенд и историй, которыми с удовольствием делится: в классе даже сложилась интересная традиция для подобных моментов — Сид произносит вступительную речь, после чего передаёт слово Джеральду, и тот рассказывает помпезно и с пафосом. Хорошо учится и обладает хорошим чувством юмора.

- Гарольд Берман (англ. Harold Berman) — толстый, прожорливый, ленивый мальчик. Носит кепку козырьком назад, под которой практически лысая голова. Самый старший по возрасту ученик в классе, так как оставался на второй год так же, как и Торвальд. По вероисповеданию — иудей. Его родителей зовут Джерри (англ. Jerry) и Мэрилин (англ. Marilyn). В серии «Эй, Гарольд!» он подружился (и впоследствии влюбился) с Пэтти.
- Сид (англ. Sid) — мальчик с длинным носом из бедной семьи, который хочет выглядеть крутым. Носит зелёную кепку козырьком назад, под которой — засаленные непослушные волосы, чёрную куртку и белые сапоги с каблучками. Произносит вступительное слово к речам Джеральда, иногда также аккомпанирует ему на бонго. Мнителен и склонен к паранойе, но, тем не менее, друг Арнольда и Стинки.
- Стинки Петерсон (англ. Stinky Peterson) — самый высокий мальчик в классе, друг Арнольда и Сида. У него большие уши и нос. Иногда он надевает напульсники с шипами. Приехал в город с фермы в Арканзасе. Из-за тягучего южного говора и неумения держать свои мысли при себе многие считают его тугодумом. Склонен к пессимизму, страдает от заниженной самооценки. Его любимое блюдо — лимонный пудинг. Почти всех мужчин в его семье также зовут Стинки. Портрет его дедушки и бабушки похож на картину Гранта Вуда — Американская готика.
- Хельга (Джеральдин) Патаки (англ. Helga Geraldine Pataki) — одноклассница Арнольда. Носит розовое платье поверх белой блузки, розовый бант и два хвоста. Склонна к цинизму и злым шуткам. Обожает реслинг. Совершенно неженственна, не пытается даже скрывать недостатки своей внешности. Хельга — главная задира в классе, которым она правит с помощью своих кулаков. Особенно худо от неё достается Арнольду, в которого она страстно влюблена, но боится признаться. Посвятила ему не менее четырнадцати книг своих стихов и статую-идол в шкафу, но свою любовь держит в тайне[8]. Агрессивное поведение является результатом пренебрежения со стороны родителей[9][8]. Может считаться главным персонажем сериала[10][11]. У Хельги было столько же экранного времени, сколько и у Арнольда. Именно по совету жены Крейга Бартлетта, Лизы Грёнинг, которая является прототипом Лизы Симпсон, появилась любовная линия Хельги и Арнольда[12].
- Фиби Хейердал (англ. Phoebe Heyerdahl) — девочка смешанного Японско-Кентуккийского происхождения. Маленького роста, носит синий свитер и большие очки, чем напоминает Велму Динкли из мультсериалов о Скуби-Ду. Лучшая подруга Хельги и одновременно полная её противоположность: тихоня и круглая отличница. Привыкла всегда и во всем быть первой и лучшей, но Хельга её подавляет. Разговаривает длинными мудрёными словами, учит Хельгу японскому языку. Старается во всём помогать Хельге, иногда в ущерб себе. Её отца зовут Кё (англ. Kyo), a маму — Реба (англ. Reba). В некоторых сериях показано, что ей очень нравится Джеральд
- Ронда Веллингтон-Ллойд (англ. Rhonda Wellington Lloyd) — живет в богатом районе и семье, и из-за этого её воспитали как жадную и живущую на широкую ногу избалованную девчонку[8]. Самопровозглашённая королева моды в классе. Её родителей зовут Брук (англ. Brooke) и Бакли (англ. Buckley).
- Юджин Горовиц (англ. Eugene Horowitz) — рыжеволосый мальчик, с которым вечно происходят несчастные случаи (в одной серии упоминалось, что он родился в пятницу тринадцатого), некоторые из них специально подстраивают одноклассники. Не вылезает из больниц, к чему, впрочем, уже привык. Носит шорты и рубашку, которую заправляет в трусы, в некоторых сериях носит сандалии. Никогда не унывает, его коронная фраза — «я в порядке». Любит классическую музыку. По словам Бартлетта Юджин не позиционирует себя как гей, однако по поведению и манерам понятно, что в будущем женщины не будут его интересовать[13].
- Лайла Сойер (англ. Lila Sawyer) — девочка с рыжими волосами в зелёном платье и клетчатой кофте. Самая новенькая девочка в классе — появилась со 2-го сезона. Приехала в город из сельской местности. Всегда вежлива, аккуратна, хорошо учится, любит рассказывать глупые, но милые шутки. Она нравится всем мальчикам в классе, особенно Арнольду, сама она его тоже любит, но обыкновенно, как друга (за что её ненавидит Хельга).
- Таддеус «Керли» Гаммельторп (англ. Thaddeus "Curly" Gammelthorpe) — странный мальчик, подстриженный под горшок, у которого не всё в порядке с психикой. Может выйти из себя из-за вещи, которая другому покажется пустяком, или совершить безумный поступок. Страстно влюблён в Ронду. Посещает балетный кружок. Не меняет нижнее бельё неделю.
- Торвальд (англ. Torvald) — хулиган-двоечник, которого несколько раз оставляли на второй год. Его успеваемость даже ниже успеваемости Гарольда. Он очень высокого роста и крепкого телосложения. В школе появляется редко. Очень боится огорчить свою маму, которая, несмотря ни на что, очень гордится сыном и даже вешает его работы с тройками на холодильник.
- Шина (англ. Sheena) — девочка, которая носит зелёную майку с розовым цветком. Любит Юджина, терпеть не может жестокость. Её тётя Шелли (англ. Aunt Shelly) — школьная медсестра, а её дядя Эрл (англ. Uncle Earl) — известный всем детям города лодочник.
- Лоренцо (англ. Lorenzo) — мальчик из богатой семьи, живёт в соответствии с жёстким распорядком дня и почти не играет с другими детьми. Постоянно носит с собой ноутбук, сотовый телефон, пейджер и коммуникатор. Лучший друг Сида.
- Игги (англ. Iggy) — был самым крутым в классе Арнольда, пока все не узнали, что он спит в детской пижаме. Носит рубашку навыпуск, так же, как и Арнольд. Неоднократно подвергаясь критике со стороны фанатов, после серии «Арнольд предает Игги», что впоследствии персонаж больше не мелькал в шоу, лишь в качестве массовки.
- Брейни (англ. Brainy) — сутулый мальчик в очках. Часто подслушивает, как Хельга произносит страстные монологи о своей любви к Арнольду, за что получает от неё по носу (В серии «Поезд-призрак» даже Джеральд помог Хельге в этом, когда Брейни вышвыривали из поезда). Влюблён в Хельгу, в одной из серий даже дарит ей кольцо. Персонаж также озвучен Крейгом Бартлеттом[источник не указан 4374 дня].
- Надин (англ. Nadine) — афроамериканка, лучшая подруга Ронды, любит насекомых. Заплетает волосы во множество косичек.
- Парк (англ. Park) — мальчик с большой буквой «U» на майке. Часто появляется на заднем плане, а также заведовал убежищем четвероклашек в серии «Самый длинный понедельник».
- Джоуи Стивенсон (англ. Joey Stevenson) — афроамериканец, у которого не хватает переднего зуба. Часто появляется на заднем плане.
- Пипод-Кид (англ. Peapod Kid, то есть «Мальчик-стручок») — мальчик, который в серии «Клубника и банан попадают в центр города» был в костюме горохового стручка. Лучший друг Парка, возможно, тоже такой же богатый, как Ронда, к тому же его родители знакомы с её родителями. Разговаривает длинными витиеватыми фразами.
- Билли (англ. Billy) — появлялся в серии «Велосипед Юджина», предлагал познакомиться с червяком Пинки, которого раздавила Хельга. Также эпизодически появляется в серии «Самозащита».

#### Другие ученики
- Пэтти Смит (англ. Patty Smith) — ученица шестого класса. Более известна ученикам под прозвищем «Большая Пэтти». Сильная, из-за чего все её побаиваются. Некоторое время встречалась с Гарольдом. Все считают её глупой, но иногда она способна удивить своей проницательностью. Несмотря на своё телосложение и репутацию, очень добрая и отзывчивая, однако если её обидеть, может и ответить (иногда даже покалечить, особенно Хельгу). Родители Пэтти ростом меньше своей дочери.
- Вольфганг (англ. Wolfgang) — хулиган из пятого класса, от которого часто достается четвероклассникам. Носит майку с изображением нападающей кобры. Единственный, кто имеет угрозу над четвероклашками больше чем Хельга.
- Эдмунд (англ. Edmund) — мальчик на побегушках у Вольфганга, во всём его слушает. Стрижётся под горшок, немного тугодум.
- Мики (англ. Mickey) по прозвищу «Хорёк» — ученик 5-го класса, коротышка с большим носом, носит куртку с капюшоном. За деньги выполняет различные поручения Вольфганга.
- Девочка из организации «Костёр» (англ. Campfire Lass) — член скаутской организации, занимающаяся распространением шоколадного печенья. В оригинале говорит с шотландским акцентом. Носит килт.
- Конни и Мария (англ. Connie and Maria) — подружки-шестиклассницы. Также в их компанию входят шестиклассницы Куки (англ. Cookie) и Симона (англ. Simone). Их парней зовут Томми (англ. Tommy) и Барт (англ. Bart).
- Рут Макдугал (англ. Ruth P. McDougal) — шестиклассница, в которую был влюблён Арнольд в первом сезоне.
- Сеймур Стам (англ. Seymour Stump) — ученик 2-го класса, мальчик с коричневыми волосами в очках и со слуховым аппаратом.
- Шоколадный мальчик (англ. Chocolate Boy) — маленький мальчик имеющий наркотическую зависимость к шоколаду. Молодой парень пытается обуздать зависимость, но терпит неудачу. Позже он оказывается подсевшим на что-то совершенно иное: редис[8].
- Большой Джино (англ. Big Gino) — школьный «мафиози», отбирает деньги у учеников начальной школы, а также спекулирует шоколадом и лимонадом. Везде появляется в сопровождении двух «телохранителей», которые носят такую же причёску, как у него. Носит строгий костюм, постоянно сосёт леденцы.
- Людвиг (англ. Ludwig) — хулиган из 6 класса, конкурент Вольфганга.

### Взрослые

##### Работники школы № 118
- Мистер Фрэнк (англ. Mr. Frank) — учитель шестого класса в школе № 118. Страстный любитель кофе.
- Мистер Пэкенхем (англ. Mr. Packenham) — учитель пятого класса в школе № 118. Обожает оперы и пытается привить любовь к ним школьникам.
- Мисс Словак (англ. Miss Slovak) — учительница, преподававшая в четвёртом классе в первом и в некоторых сериях второго сезона. Первой покидает класс, как только прозвенит звонок. Ушла из школы, чтобы посвятить себя игре в гольф.
- Мистер Роберт Симмонс (англ. Mr. Robert Simmons) — учитель четвёртого класса в школе № 118. Считает, что каждый урок сможет превратить в нечто особенное. Пытается достичь взаимопонимания со своими учениками. Гей[12].
- Тренер Джек Уиттенберг (англ. Couch Jack Wittenberg) — учитель физкультуры в школе № 118. Жаден до спортивных наград. У него есть сын Такер (англ. Tucker), игрок школьной баскетбольной команды, и жена Тиш Уиттенберг (англ. Tish Wittenberg), которая занимается со школьной командой девочек.
- Директор Уорц (англ. Principal Wartz) — директор школы № 118. Строгий и иногда даже несправедливый, при этом малодушный и немного инфантильный, играет в игрушки, когда остаётся один. Любит караоке и пафосные речи. Пока сам учился в школе, был изгоем за то, что предал своих друзей.
- Шелли (англ. Shelley) — школьная медсестра, тётя Шины.
- Лейтенант Гус (англ. Lieutenant Major Goose) — был классным руководителем класса Арнольда, когда Мистер Симмонс ушел из-за того, что его не приняли новые ученики. Носит военную форму. Даже при работе в школе не отказывается от использования армейских порядков. Когда класс приняли Симмонса, дети быстро но сложно прогнали лейтенанта, что сам Гус не успевал придумать идею как их угомонить.
- Мисс Фелтер (англ. Miss Felter) — преподавала временно, пока мисс Словак была в отпуске. Арнольд думал, что она в него влюблена.
- Доктор Блисс (англ. Dr. Bliss) — школьный психолог. Любит картины Эдварда Хоппера, стихи и животных. Умеет найти подход к каждому ученику.
- Повариха в столовой, имя неизвестно. Женщина грубая и бесцеремонная, но совершенно меняется от вежливого к ней отношения.

#### Прочие персонажи
- Роберт «Большой Боб» Патаки (англ. Robert "Big Bob" Pataki) — отец Хельги. Владелец сети магазинов, продающих пейджеры и сотовые телефоны. Успешный бизнесмен, но плохой муж и отец. Нередко на работу надевает корону, мантию и ремень с золотой пряжкой, на которой выгравирован его портрет, а также берёт с собой скипетр. Даже на его повседневной рубашке вышита корона. Любит себя, свою старшую дочь Ольгу (за её выдающиеся успехи) и телевизор. Постоянно называет Хельгу Ольгой, путая её со старшей сестрой. В некоторых сериях показан с коричневыми волосами(прошлое), в некоторых — с седыми(настоящее).
- Мириам Патаки (англ. Miriam Pataki) — мать Хельги. Рассеянная и неловкая, часто засыпает на ходу и всё забывает. Оживает, когда приезжает Ольга. В сериале об этом не упомянуто, но она является алкоголичкой[14].
- Ольга Патаки (англ. Olga Pataki) — старшая сестра Хельги. Носит зелёную клетчатую юбку, белую кофту и чёрную жилетку. Круглая отличница, лучшая ученица школы 118 за всю её историю. Ей 21 год, она учится в колледже на Аляске и преподает в качестве учительницы-практикантки. Хорошо играет на фортепиано. Когда она приезжает домой к родителям, это становится праздником для Большого Боба и Мириам, и наказанием для Хельги. Ольга очень любит Хельгу, однако считает малышкой, не воспринимает всерьёз и постоянно с ней сюсюкается, чем дико раздражает Хельгу.
- Мистер Бейли (англ. Mr. Bailey) — архивариус. Чтобы заставить его работать вне плана, надо уметь найти к нему особый подход.
- Мадам Бланш (англ. Madame Blanche) — гадалка, торгующая магическими снадобьями.
- Миссис Вителло (англ. Mrs. Virello) — владелица цветочного магазина.
- Ник Вермичелли (англ. Nick Vermicelli) — деловой партнер Большого Боба, нередко обманывает его.
- Вик и Морри (англ. Vic and Morrie) — люди с сомнительной репутацией. Владеют авторемонтной мастерской. Их часто можно видеть играющими в карты с Оскаром Кокошкой. В некоторых сериях они занимаются разными преступными махинациями: например, производством фальшивых монет.
- Мэр Дикси (англ. Mayor Dixie) — женщина-мэр города Хиллвуд.
- Марти Грин (англ. Marty Green) — владелец мясной лавки, которая досталась ему по наследству. Добродушный толстяк, очень любит свою работу.
- Продавец Джолли-Олли (Уилли) (англ. Willie) — водитель фургона мороженого «Джолли-Олли» (англ. Jolly Olly Ice Cream). Ненавидит детей и свою работу, но боится её потерять, так как она уже 58-я по счёту. Иногда у него случаются приступы паранойи.
- Жак (англ. Jacques) — официант французского ресторана Chez Pierre.
- Мики Кейлайн (англ. Mickey Kaline) — бывший знаменитый бейсболист. Владеет кафе.
- Леичлитер (англ. Leichliter) — театральный критик и постановщик. Давний враг мистера Симонса.
- Диджей Нед (англ. Radio DJ Ned) — диджей на радиостанции MJZZ.
- Офицер Падни (англ. Officer Pudney) — женщина-офицер полиции, носит шапку-ушанку, пьёт много кофе.
- Рекс Смайт-Хиггинс (англ. Rex Smythe-Higgins) — старинный враг дедушки Фила. Его внук Рекс Смайт-Хиггинс III (англ. Rex Smythe-Higgins III) — традиционный соперник Арнольда.
- Джимми Кафка (англ. Jimmy Kafka) — старый приятель дедушки Фила, с которым тот часто ссорился.
- Дино Спомони (англ. Dino Spumoni) — бывший известный певец. Начинал свою карьеру в пансионе Sunset Arms. По ходу мультсериала жил там два раза: в первый — когда поссорился с Доном Рейнольдсом, во второй — когда выдавал себя за мёртвого и притворялся призраком, пугая всех постояльцев. Является аллюзией на певца Фрэнка Синатру.
- Дон Рейнольдс (англ. Don Reynolds) — поэт, пишущий тексты песен для Дино Спомони.
- Доктор Стайглитц (англ. Dr. Murray Steiglitz) — врач-хирург.
- Почтальон Харви (англ. Mailman Harvey) — местный почтальон, афроамериканец. Из-за удалённых в детстве гланд имеет красивый низкий голос, любит петь.
- Человек-обезьяна (англ. Monkeyman) — местный супергерой, живущий в порту и питающийся бананами.
- Эдуардо (англ. Eduardo) — друг Майлза, позвавший его помогать племени Зеленоглазых.
- Парень-ступенька (англ. Stoop Kid) — парень, который живёт на крыльце старого дома и боится с него сходить, все же в одной из серий Арнольд помог преодолеть ему этот страх.
- Человек-голубь (англ. Pigeon Man) — человек, обитающий на крыше одного из домов города Хиллвуда. Любит голубей, заботится о них, однажды признался Арнольду, что понимает их.

### Призраки
- Четырёхглазый Джек (англ. Four-Eyed Jack) — призрак учёного, когда-то жившего в пансионе «Сансет-Армс», по ночам он бродит по пансиону, пытаясь отыскать свои очки.
- Призрак невесты (Синтия Снелл) (англ. Ghost Bride (Cynthia Snell)) — призрак девушки, зарубившей топором свою сестру, и покончившей после этого с собой, появляется по ночам на кладбище.
- Поезд-призрак и его Машинист (англ. Haunted Train and its Engineer) — появляется раз в год на заброшенной станции и, по словам дедушки Арнольда, увозит в ад имевших несчастье войти в него. Но позже оказывается, что поезд просто проходит мимо станции на полном ходу.
- Извозчик без головы (англ. Headless Cabbie) — пародия на всадника без головы, появляется по ночам в городском парке.
- Кашляющий Эд (англ. Wheezin' Ed) — призрак гангстера, спрятавшего свои сокровища в пещере на острове и продолжающего их охранять.

## Оригинальная озвучка
- Торан Коделл — Арнольд (1 сезон, 2 сезон: 13—15, 17—20 серии), Вольфганг.
- Филлип Ван Дайк — Арнольд (2—3 сезоны), Людвиг.
- Спенсер Клайн — Арнольд (4—5 сезоны).
- Расти Флуд — малыш Арнольд.
- Джамиль Уокер Смит — Джеральд Йоханссен, Пипод Кид.
- Франческа Мэри Смит — Хельга Патаки, Шина, Девочка из организации «Костёр», Глория.
- Крейг Бартлетт — Брейни, Майлз, Эрл.
- Дэниел Стерн — мистер Пэкенхем.
- Грант Гувер — Арни.
- Джозеф Перди — мистер Парди.
- Тим Вайли — Эдмунд
- Адам Вайли — Керли Гаммельторп (1 сезон: 17 серия; 2 сезон: 1, 6, 11, 17 серии; 3 сезон: 1, 6, 12, 15, 19 серии; 5 сезон: 4—5, 14 серии).
- Дэн Кастеланетта — дедушка Фил, отец дедушки, дедушка дедушки, лодочник Эрл, Джолли Олли.
- Мария Бэмфорд — бабушка Стинки, мать Игги, мэр Дикси.
- Тресс Макнилл — бабушка Герти, мисс Словак, тётя Гарольда.
- Кэт Суси — Мириам Патаки, Мерилин Берман, Нэнси, малыш Оскар.
- Кэти Мориарти — Тиш Уиттенберг.
- Эвриэл Эппс — Тимберли Йоханссен.
- Бен Аарон Хоаг — Джейми О. Йоханссен (1—2 сезон).
- Майкл Донован — отец Марии.
- Майкл Левин — Рэй Доппел.
- Ника Футтерман — Ольга Патаки, мать Лоренцо.
- Эллиотт Гулд — Раввин Голдберг.
- Кэти Наджими — мадам Бланш.
- Сэм Гифальди — Сид, Билли.
- Энди Макэфи — Фиби Хейердал.
- Кристина Эверсол — Лана Вэйл.
- Филлис Дилер — Митзи.
- Джош Райан Эванс — третьеклассник.
- Кайл Гибсон — охранник Большого Джино.
- Даниэль Джудовитс — Пэтти Смит.
- Камерон ван Хой — Большой Джино.
- Джон О’Харли — Глэдхэнд.
- Виктор Сэмюэл Лопез — Лоренцо.
- Кристофер Уолберг — Стинки Питерсон, Чаки.
- Мэри Гросс — школьная медсестра Шелли.
- Баоан Коулмэн — мистер Хьюн.
- Харви Корман — Дон Рейнольдс.
- Лу Ролз — Харви.
- Винсент Скьявьелли — мистер Бэйли, человек голубь.
- Рик Корсо — Дино Спумони.
- Кэти Бартлетт — Хельга в детстве.
- Джордан Варкол — шоколадный мальчик.
- Джастин Шенкароу — Гарольд, маленький Гарольд.
- Джозеф Эштон — Игги.
- Джоуи Стинсон — Рекс Смайт-Хиггинс III, Тони Джей-Рекс Смайт-Хиггинс.
- Майкл Бэколл — Торвальд.
- Майкл Фишман — Джоуи Стивенсон.
- Карлос Алазраки — Фрэнки Джи, Эдуардо, Карлос.
- Сэм Макмюррей — Бакли Ллойд.
- Оливия Хэк — Ронда Веллингтон-Ллойд.
- Лори Алан — Брук Ллойд.
- Джин Смарт — Реба Хейердал.
- Джордж Такэй — Кё Хейердал.
- Зельда Рубенштейн — мать Пэтти.
- Генри Гибсон — отец Пэтти.
- Эшли Буккилль — Лайла Сойер.
- Дэн Батлер — мистер Симмонс, отец Лайлы.
- Маркус Тоджи — Парк.
- Дэвид Уол — директор Уорц, Джерри Берман.
- Джон Гарри — лейтенант Гус.
- Джон Мариано — Вик, Рэй, Морри.
- Кевин Майкл Ричардсон — слепой мужчина.
- Марк Хэмилл — бомж.
- Клэнси Браун — Порки.
- Грант Гельт — Такер Уиттенберг.
- Джеймс Белуши — Тренер Джек Уиттенберг.
- Лорен Робинсон — Надин.
- Маим Бялик — Мария.
- Каризма Ли Карпентер — Симона.
- Джулия Луис-Дрейфус — Мисс Фелтер.
- Стив Викстен — Оскар Кокошка, Жак водитель карта, Джузеппе, водитель карта.
- Кристофер Кастиль — Юджин Горовиц (1 сезон; 2 сезон: 20 серия), Роберт.
- Джарретт Леннон — Юджин Горовиц (1 сезон: 17 серия; 2 сезон: 19 серия).
- Блэйк Макивер Юинг — Юджин Горовиц (5 сезон: 10, 14, 21 серии; эпизод «Юджин, Юджин»).
- Бен Дискин — Юджин Горовиц (2 сезон: 4, 9—10, 13, 17 серии; 3 сезон: 2, 6, 8—9, 12—15, 19 серии; 4 сезон 3, 9, 12, 14 серии; 5 сезон: 15 серия), Бобби Миллер.
- Рик Фиттс — Мартин Йоханссен.
- Фил Ламарр — Джейми О. Йоханссен (4—5 сезоны).
- Кэти Бейкер — доктор Блисс.
- Ди Ди Ричер — мать Торвальда.
- Дейви Джонс — Дейви Джонс.
- Морис Ламарш — Большой Боб Патаки, дедушка Стинки, официант Жак.
- Хэйли Джоэл Осмент — Керли Гаммельторп (4 сезон: 9 серия)
- Майкл Уэлш — Керли Гаммельторп (5 сезон: 18, 21 серии).
- Джазз Рейкол — Хлои.
- Майкл Джитер — Нэйт Горовиц.
- Шари Белафонте — миссис Йоханссен.
- Дэвид Л. Лэндер — король сточных вод.
- Мэри Шир — Сьюзи Кокошка.
- Дженнифер Джейсон Ли — Бриджет.
- Элизабет Эшли — миссис Вителло.
- Рон Перлман — Микки Калин.
- Джон Рубано — Доктор Мюррей Стеглит, Стик.
- Джо Лала — Миллер.
- Кэнди Майло — Черис.
- Хлоя Уэбб — Кэнди.
- Митци Макколл — Пёрл.
- Дэнни Кукси — парень-ступенька.
- Хьеп Тхи Ли — Май Хьюн.
- Джейми Фарр — мистер Вако.
- Стив Фицпатрик — Флойд.
- Вэнди Хэммерс — Джеки Ли.
- Кристиан Мена — Ронни Мэттьюс.
- Питер Сколари — Даг Лашем.
- Рэнди Трэвис — певец мистер Хьюн.
- Джо Аласки — немецкий майор.
- Ребекка Форстадт — Синди.
- Райар Сикрест — ведущий телеигры «Сражающиеся семьи».
- Джек Эйнджел — суперинтедант Чаплин.
- Энди Дик — Обезьян-Мен.
- Беверли Митчелл — Саммер.
- Ричард Маллиган — Джимми Кафка.
- Пэт Корли — мистер Камачо.
- Мико Хьюз — Алан Редмонд.
- Джим Лэнг — группа Дейви.
- Фред Уиллард — Сэмми Редмонд.
- Род Маклахлан — Дэниел Ньютон.

## Обзор и критика
По мнению журнал Lumiere, сериалы, как «Эй, Арнольд!», нужно включать в список «настоящих шедевров».

## Трансляция в России
В России мультсериал транслировался с 7 октября 1996 по 15 ноября 1998 года на международной версии канала Nickelodeon UK без дубляжа. Начиная с 15 ноября 1998 по 16 февраля 2018 года шёл на локальной версии канала Nickelodeon Russia с озвучкой от СТС, позже телеканал начал сам дублировать серии с тем же актёрским составом. Затем была трансляция на ТНТ в тематическом блоке Nickelodeon. Повторный показ состоялся в начале 2018 года на дочернем канале Nicktoons. До прекращения вещания телеканалов, входящих в холдинг Paramount Global в конце апреля 2022 года на территории России из-за вторжения в Украину, мультсериал транслировался на Paramount Comedy.

## Продолжения

### Реализованные

#### Hey Arnold!: The Movie
Полнометражный анимационный фильм «Hey Arnold!: The Movie» на основе сериала вышел на экраны летом 2002 года. По сюжету Арнольд и Джеральд спасают свой дом и соседей от коварных планов главы могущественной корпорации мистера Шека, который мечтает построить на этом месте торговый центр. Ребята разыскивают документ, который подтвердил бы историческую значимость квартала, указывающий на его роль в так называемом «Помидорном инциденте». В этом фильме Хельга наконец признаётся Арнольду в любви (тема её тайного обожания главного героя была одной из основных движущих сил сюжета сериала).
Изначально фильм планировался для показа на телевидении, однако вырос до полноценной кинокартины. Он получил в целом негативную оценку и собрал в прокате 15 миллионов долларов (при бюджете в 3 миллионов).

#### Hey Arnold! The Jungle Movie
«Hey Arnold! The Jungle Movie» — второй полнометражный мультипликационный фильм про Арнольда, в котором планировалась развязка сериала. Должен был стать последним эпизодом, после серии «Дневник» (The Journal), в конце которой Арнольд находит карту и решает отправиться в джунгли на поиски родителей.
Известно, что сценарий второго полнометражного мультфильма был давно написан Бартлеттом, он сам много говорил об этом в интервью и чатах с фанатами. Сначала Nickelodeon нравилась идея второй полнометражки, но после провального выхода «Hey Arnold!: The Movie» ситуация резко изменилась: проект заморозили и отложили на неопределённый срок. Крейгу Бартлетту предложили работать на Nickelodeon условно, и через некоторое время он ушёл с канала. Основная же проблема заключается в том, что права на мультсериал и все его продолжения остались у Nickelodeon и, похоже, они не собираются их кому-либо передавать.
23 ноября 2015 года, Nickelodeon объявил, что в производстве находится телевизионный фильм, который продолжит сюжет сериала и прояснит судьбу родителей Арнольда . 1 марта 2016 года было объявлено, что телевизионный фильм «The Jungle Movie» будет разделён на две части и выйдет осенью в 2017 году. 6 марта 2016 года, актриса Ника Футтерман, озвучивавшая Ольгу Патаки, подтвердила в Твиттере, что она и её героиня появится в двухчасовом фильме. И через 15 лет ожидания, в ноябре 2017 года фильм вышел.

### Проекты

#### Возможное продолжение 6 сезона
В интервью 2018 года Барлетт заявил, что готов продолжить рассказ о приключениях героев в шестом сезоне и у него много идей, однако окончательное решение за Nickelodeon. В частности, он готов делать своих персонажей старше или показывая их в коротких эпизодах из будущего. В случае, если нового шестого сезона сериала не будет, то в «Кино из джунглей» Арнольд, согласно автору, получил счастливое завершение истории.
Во время подкаста Tunes/Toons композитор Джим Лэнг подтвердил, что Nickelodeon не собирается возвращать шоу, так как анимационный фильм «Кино из джунглей» не привлёк внимание зрителей.

#### Спин-офф о Хельге Патаки и её семье
В 2000 году был предложен к выпуску спин-офф о Хельге Патаки. Но телеканал Nickelodeon отказалось от его выпуска из-за мрачного сюжета. По сюжету Хельга училась в школе для одарённых подростков и скучала по своему другу Арнольду, который уехал. Она писала ему письма и складывала их в стол. У Хельги были проблемы в семье: её папа пытался создать новый бизнес, мама боролась с алкогольной зависимостью, а старшая сестра пыталась стать актрисой.

## Прочие произведения
- Arnold Rides A Chair (TV Short 1990) — короткометражка «Арнольд катается на своём стуле» (ТВ, 1990), дебют в эпизоде 2754 «Улицы Сезам» 22 ноября 1990 г.
- Nicktoons Racing[англ.] (2000) — кроссовер-игра гоночных игр с участием Арнольда и Хельги
- Hey Arnold!: The Movie (video game)[англ.] (2002) — платформер для Game Boy Advance, единственная официальная сюжетная игра для «Эй, Арнольд!»
- Nicktoons: Freeze Frame Frenzy[англ.] (2004) — кроссовер-игра с участием Арнольда
- Nickelodeon Kart Racers (2018) — кроссовер гоночных игр с участием Арнольда и Хельги
- Nickelodeon Kart Racers 2: Grand Prix[англ.] (2020) — вторая часть гоночных игр
- Nickelodeon All-Star Brawl[англ.] (2021) — кроссовер-файтинг с участием Хельги